# Bitvrđa
Bitvrđa (cyr. Битврђа) – wieś w Serbii, w okręgu pczyńskim, w gminie Surdulica. W 2011 roku liczyła 12 mieszkańców.